# Escándalo en Bohemia
Escándalo en Bohemia es el primero de los 56 relatos cortos sobre Sherlock Holmes un detective con varias habilidades, escrito por Sir Arthur Conan Doyle y la primera historia de Sherlock Holmes ilustrada por Sidney Paget. Fue publicado originalmente en The Strand Magazine  una revista mensual compuesta de historias ficticias fundado por George N. y posteriormente recogido en la colección Las aventuras de Sherlock Holmes. Contiene doce cuentos escritos por Doyle que fue creada el 14 de octubre de 1892.

## Argumento
Como toda historia comienza con un misterio, aquí el Doctor Watson, relata con sutileza la forma en que la reunión se desarrolla. Sherlock Holmes es llamado por un caballero enmascarado. Se presenta como el conde Von Kramm, un agente de un cliente adinerado, pero Holmes deduce rápidamente que se trata de Wilhelm Gottsreich Sigismond von Ormstein, gran duque de Cassel-Felstein y rey hereditario de Bohemia. El rey, arrancándose la máscara, lo admite.

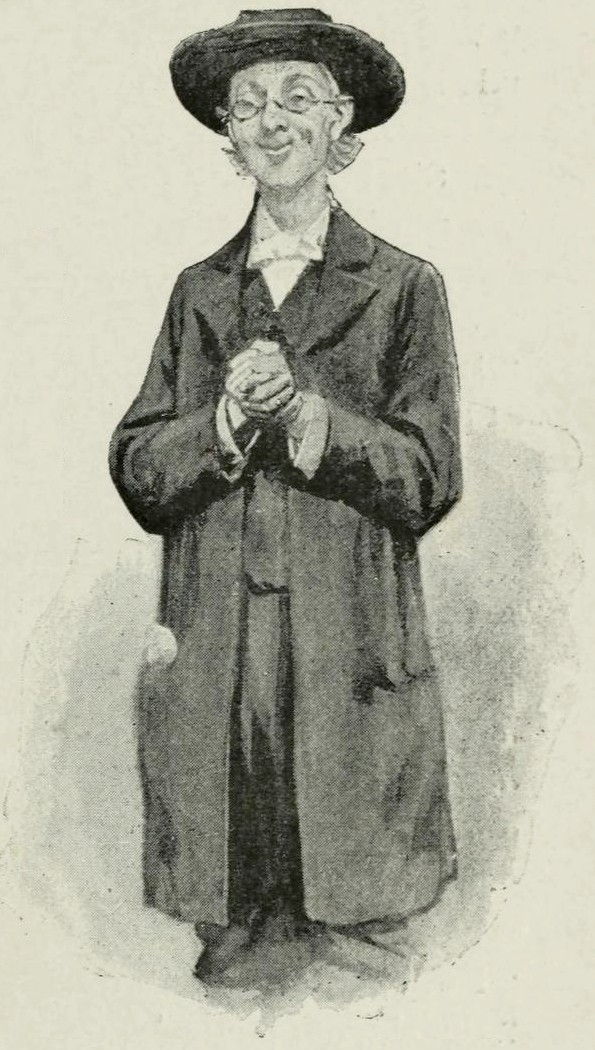
Holmes disfrazado de clérigo.

El caso es el siguiente: el rey está prometido con Clotilde Lothman von Saxe-Meningen, una joven y aburrida o divertida, según la persona, princesa escandinava, pero los suegros del rey tendrían una opinión muy mala de él si alguna prueba de su relación formal con una cantante de ópera llamada Irene Adler, originaria de Nueva Jersey, se les fuera revelada. Desafortunadamente, eso es lo que la dama está intentando hacer, aunque aparentemente no por dinero, ya que los agentes del rey han intentado comprar la prueba. También han allanado la casa de Irene Adler para intentar encontrar la prueba.
La prueba es una foto descrita a Holmes como de tamaño exposición, y por lo tanto demasiado grande para poder llevarla encima, que muestra al rey (entonces era el príncipe heredero) e Irene Adler. El rey le da a Holmes 1000 libras (83.000 libras de 2008) para cubrir cualquier gasto, aunque dice que le daría una provincia de su reino por recuperar esa fotografía. Holmes queda con el Doctor Watson en el 221 de Baker Street a las tres de la tarde del día siguiente para llevar a cabo la empresa que previamente han planeado para hacerse de la fotografía que aparentemente Adler posee.
A la mañana siguiente, Holmes sale a la casa de Irene Adler vestido como mozo de caballos en paro, y se las arregla para conseguir información útil de los otros trabajadores del establo. Irene Adler tiene un amigo caballero, Godfrey Norton, un abogado, que le visita cada día. En ese día en particular, Norton visita a Irene Adler y, poco después, coge un coche de caballos a la iglesia de Santa Mónica en Edgware Road. Minutos después, Irene va en su carruaje al mismo lugar. Holmes les sigue en un coche de caballos y, al llegar, acaba siendo testigo en la boda de Godfrey Norton e Irene Adler. Curiosamente, los recién casados van por caminos diferentes después de la boda.
Holmes decide actuar esa noche, con la ayuda de Watson. Disfrazándose como un ingenuo clérigo, llega a la casa de Irene Adler y con la ayuda de unas personas, que Holmes había contratado con el dinero del rey para esa noche, el plan consiste en causar una pelea en la que acabaría con la cara sangrando, justo cuando la señora Adler, o la señora Norton, llegasen a casa. Ella lleva al clérigo dentro, donde se ocupa de él, preocupada por su salud le da la atención que a su parecer es merecedor. Entonces Watson, habiendo recibido instrucciones de mantenerse cerca de la ventana del cuarto de estar, espera a que Holmes alce la mano. A esta señal. Watson tira un cohete de fontanero por la ventana y grita «"¡Fuego!"», algo que también gritan las demás personas en la calle. Entonces Holmes ve cómo la señora Norton corre hasta un panel en la sala de estar, lo abre, y trata de sacar algo de ahí. Descubierto de este modo dónde está la fotografía, Holmes dice que es una falsa alarma, y se las arregla para marcharse de la casa y encontrarse con Watson en la esquina como habían planeado. Casi habían llegado a Baker Street cuando pasa algo raro: Ellos oyen a una voz decir «"Buenas noches, señor Sherlock Holmes"». Holmes reconoce la voz pero no recuerda de quién era. Si lo hubiese hecho, habría deducido qué significaba ese saludo; esto es clave en el desarrollo de la trama en la historia. 
Holmes, Watson y el rey van a la casa de Irene Adler a la mañana siguiente temprano para hacer lo que Holmes no tuvo la ocasión de hacer la noche anterior, robar la foto. Sin embargo, descubren que ella y su marido han abandonado Inglaterra, para no volver. La foto se ha ido, y en su lugar ha sido dejada otra foto, mostrándola solamente a ella.
Ella dejó además una carta para Holmes, dejando claro que ella sabía quién era (sus sospechas fueron suscitadas por el "fuego") y que era muy probable que lo hubiese contratado el rey. Ella declara que ama y es amada por Godfrey Norton y no siente más la necesidad de convertir su relación formal en un escándalo, y que el rey no debe preocuparse más por la foto –a no ser que sea lo bastante tonto como para continuar atacándola de cualquier manera. Por supuesto, ella aún la mantiene. Al mismo tiempo, ella revela además que le siguió a su casa después del fuego y que fue ella la que le dijo "buenas noches" a él.
El rey está satisfecho con este resultado, y le ofrece a Holmes un valioso anillo como recompensa. Holmes, sin embargo, impresionado por la inteligencia de Irene, le pide el retrato de la mujer en vez del anillo. Más tarde Holmes recibe una caja de rapé de oro del rey. Cabe mencionar que Irene Adler ha sido una mujer astuta y muy inteligente, una rival digna de admirar, pero no representa este sentir una atracción física o sentimental hacia ella. De ese día en adelante, cuando Holmes hacía referencia a Irene Adler, solo mencionaba como "La Mujer".

## Aclaraciones
Tal como advierte Watson en el relato, Holmes siente por Adler algo similar al amor, como lo muestra el film de 2009.   Aun así en el relato, Watson aclara que Holmes solo siente un gran respeto por Irene Adler, pues Holmes piensa que las emociones, en especial el amor, resultaban abominables para su inteligencia fría y precisa.

## Adaptaciones
La versión de Granada Televisión con Jeremy Brett.
El musical de Broadway Baker Street estaba vagamente basado en la historia 
La película de 2009 Sherlock Holmes, protagonizada por Robert Downey Jr. y Jude Law, aparece Irene Adler como personaje principal. Ella es interpretada por Rachel McAdams. Su retrato se puede ver expuesto en una habitación de la casa de Holmes.
El primer capítulo de la segunda temporada de la serie británica Sherlock, titulado A Scandal in Belgravia.

## Monarquías ficticias
En vez de crear un país ficticio para el rey en esta historia, Conan Doyle escoge situar una dinastía ficticia en un país real. Bohemia fue en la época en la que se escribió el relato – y durante siglos – una posesión de la casa de Habsburgo y no tenía monarquías independientes propias. De manera similar, nunca había habido un reino de Escandinavia, aunque esto podría ser una referencia a la Unión de Kalmar.